# Дине Удовалиев
Дине Атанасов Удовалиев е български учител и революционер от Вътрешната македоно-одринска революционна организация в Дойранско.

## Животопис
Дине Удовалиев е роден през 1875 година в село Балинци, Дойранско. Учи в родното си село, след което завършва два гимназиални класа в Дойран и един – в Струмица. От 1899 или 1900 до 1912 година работи като учител в Балинци. От 1897 година подпомага по-големия си брат, Глигор, който е член на ВМОРО, като изпълнява куриерски задачи. Един от ръководителите на организацията в Балинци, полага клетва пред Апостол войвода. Арестуван, лежи 4 месеца в Еди куле в Солун.
По време на Илинденското въстание излиза заедно с останалите въстаници от Балинци и други села в планината, но три дни по-късно, след нареждане от ръководно тяло във ВМОРО, всички се прибират в селата си. В 1907 година, след убийството на 7 души в Пирава от турска чета, заедно с други двама дейци на ВМОРО устройва засада и убива куриера на четата, Юсуф от село Вейсели.
През 1950 година в Народна република Македония подава молба за илинденска пенсия, в която описва своето  участие в революционното движение. В характеристика за него обаче, дадена от местни ръководители, се отбелязва, че по време на българското управление се е изявявал като „великобългарин“, тъй като до 1912 година е бил български учител, а след „освобождението“, като по-богат в селото, се е отнасял неприятелски към новата власт и задължителните наряди.